# إيلين بلير
إيلين بلير (بالإنجليزية: Eileen Blair)‏ (25 سبتمبر 1905 في المملكة المتحدة - 29 مارس 1945، نيوكاسل أبون تاين في المملكة المتحدة)؛ كاتِبة وشاعرة بريطانية. درست في كلية لندن الجامعية.